# Vasiliki Alexandri
Pour les articles homonymes, voir Alexandri.
Vasiliki-Pagona Alexandri, née le 15 septembre 1997 à Maroússi (Grèce),, est une nageuse synchronisée autrichienne d'origine grecque. Elle est la triplée de Anna-Maria et Eirini-Marina Alexandri, elles aussi nageuses synchronisées.

## Carrière
En août 2022, elle remporte ses premières médailles internationales avec le bronze en solo libre aux Europe à Munich avec 91.8333 points derrière l'Ukrainienne Marta Fiedina et l'Italienne Linda Cerruti, un jour après avoir remporte le même métal sur le solo technique.

## Palmarès

### Championnats d'Europe
- Championnats d'Europe de natation 2022 à Rome :
  -  médaille de bronze en solo libre.
  -  médaille de bronze en solo technique.